# Microcorynus scitulus
Microcorynus scitulus là một loài bọ cánh cứng trong họ Attelabidae. Loài này được Walker miêu tả khoa học năm 1859.